# グッチーな!
グッチーな!（ぐっちーな）は、2022年4月7日からHBCテレビで放送されているテレビ番組。

内容は、生活情報番組。

## 放送時間
- 木曜 9:55 - 10:50（JST）

## 出演者
MC
- グッチー（関口 直紀）
- 森結有花（HBCアナウンサー）
  - ※「あぐり王国北海道NEXT」収録のため、休みが多い
- 糸賀舜（HBCアナウンサー）
- 堀内美里（HBCアナウンサー）

リポーター（VTR出演）
- mitsuki
- 湯浅千里
- かわむらはるな
- 吉田晴香
- 藤原佐智
- 三好さやか（スタジオ生出演の場合あり）
- 徳村里菜
- 田村次郎（HAMBURGER BOYS）
- 渡辺陽子（元HBCアナウンサー）
- 木村愛里

オープニングテーマ曲
- 「Keep It a Rolling」FREE KICK（2022年4月 - 2023年3月）
- 「LOVE FOREVER」YOU SAID SOMETHING（2023年4月 - 2024年5月）
- 「Instant Noodle」THE PHROCKS（2024年6月 - ）